# Subaru Trezia
Subaru Trezia – samochód osobowy typu minivan produkowany przez japońską markę Subaru od 2011 roku. Pojazd zastąpił w Europie produkowany we współpracy z koncernem Suzuki model Justy. Modelem bliźniaczym jest Toyota Verso-S.

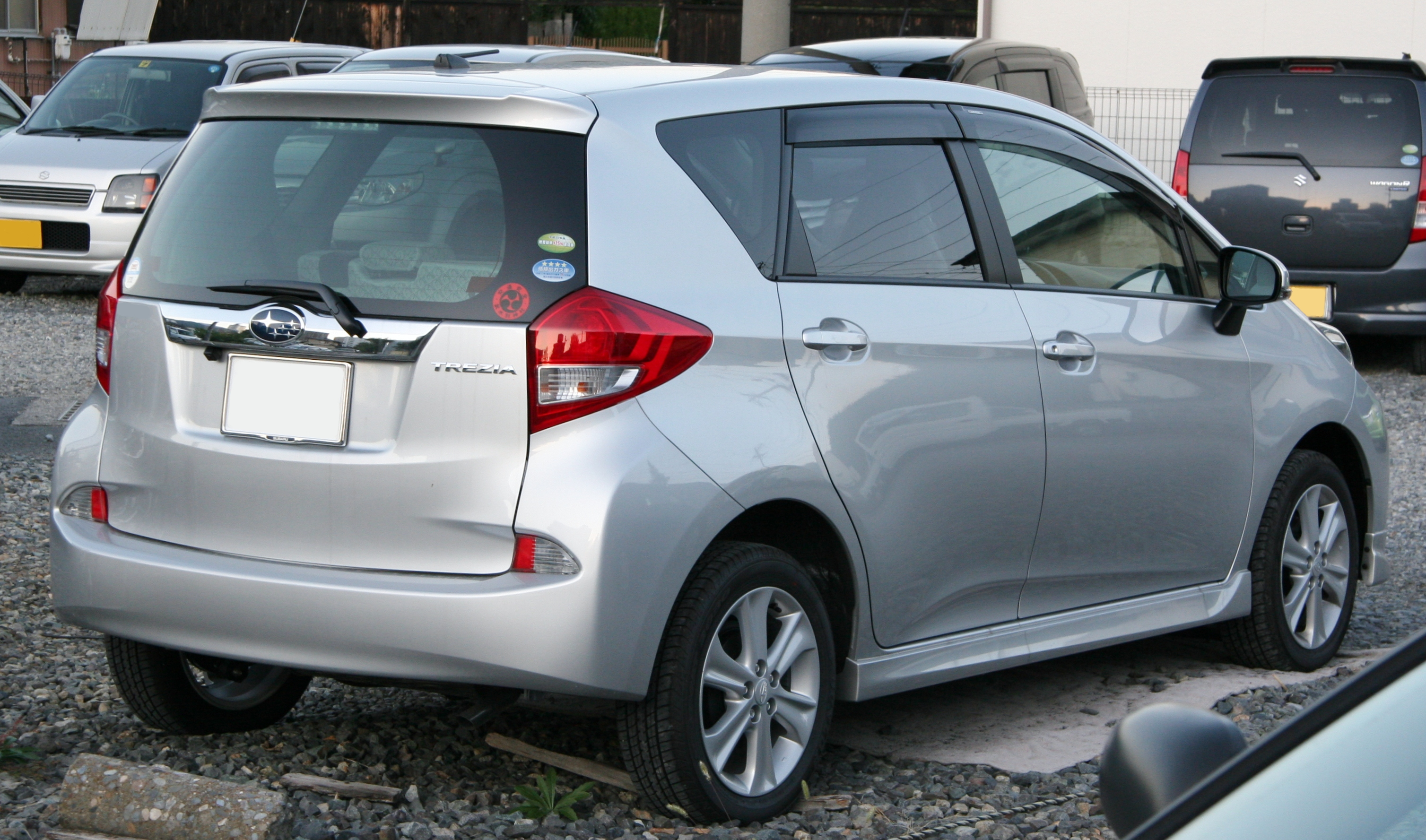
Tył Subaru Trezia

Pojazd od swojego bliźniaka różni się m.in. atrapą chłodnicy z logo Subaru, zmodyfikowanym zderzakiem oraz zaokrąglonymi reflektorami.

## Wyposażenie
Standardowo pojazd wyposażony jest m.in. w ABS, asystenta hamowania, system kontroli trakcji, elektryczne sterowanie szyb z przodu, centralny zamek, siedem poduszek powietrznych, elektryczne sterowanie lusterek oraz podgrzewanie, klimatyzację, system audio z MP3.